# Митрово
Митрово — деревня в Вытегорском районе Вологодской области.
Входит в состав Андомского сельского поселения, с точки зрения административно-территориального деления — в Андомский сельсовет.
Расстояние по автодороге до районного центра Вытегры — 35 км, до центра муниципального образования села Андомский Погост — 3 км. Ближайшие населённые пункты — Березина, Гуляево, Демино, Коровкино, Кюрзино, Ладина, Михалево.
По переписи 2002 года население — 9 человек.